# 杜河畔当皮埃尔
杜河畔当皮埃尔（法語：Dampierre-sur-le-Doubs，法語發音：[dɑ̃pjɛʁ syʁ lə du]）是法国杜省的一个市镇，位于该省东北部，属于蒙贝利亚尔区。

## 地理
杜河畔当皮埃尔（47°28'29"N, 6°43'56"E）面积3.16 平方千米，位于法国勃艮第-弗朗什-孔泰大區杜省，该省份为法国东部内陆省份，北起上索恩省，西接汝拉省，东部及东南部与瑞士接壤，东北部与贝尔福地区省接壤。
与杜河畔当皮埃尔接壤的市镇（或旧市镇、城区）包括：巴旺、埃图旺。

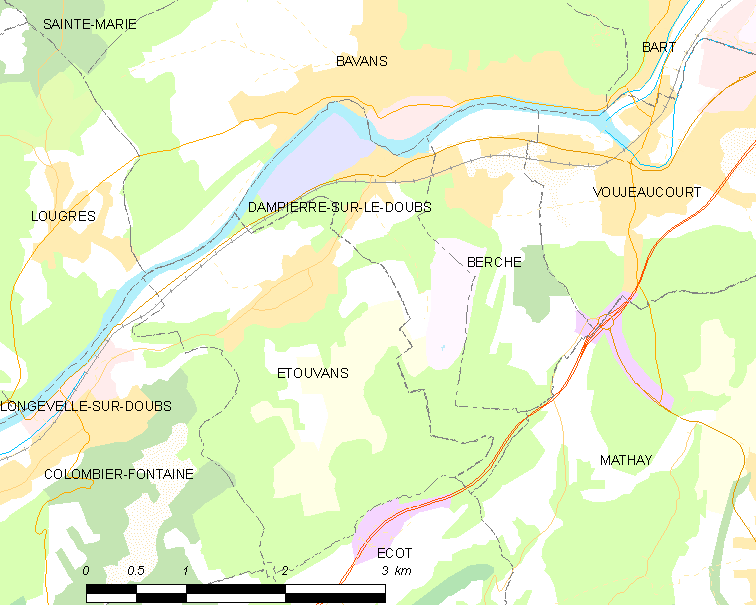
杜河畔当皮埃尔的OSM定位图

杜河畔当皮埃尔的时区为UTC+01:00、UTC+02:00（夏令时）。

## 行政
杜河畔当皮埃尔的邮政编码为25420，INSEE市镇编码为25191。

## 政治
杜河畔当皮埃尔所属的省级选区为巴旺县。

## 人口

1962-2008年间杜河畔当皮埃尔人口变化图示

杜河畔当皮埃尔于2022年1月1日时的人口数量为452人。